# Parçay-les-Pins
Parçay-les-Pins és un municipi francès situat al departament de Maine i Loira i a la regió de País del Loira. L'any 2007 tenia 908 habitants.

## Demografia

### Població
El 2007 la població de fet de Parçay-les-Pins era de 908 persones. Hi havia 409 famílies de les quals 162 eren unipersonals (73 homes vivint sols i 89 dones vivint soles), 150 parelles sense fills, 73 parelles amb fills i 24 famílies monoparentals amb fills.
La població ha evolucionat segons el següent gràfic:
Habitants censats

### Habitatges
El 2007 hi havia 571 habitatges, 424 eren l'habitatge principal de la família, 113 eren segones residències i 34 estaven desocupats. 485 eren cases i 22 eren apartaments. Dels 424 habitatges principals, 291 estaven ocupats pels seus propietaris, 125 estaven llogats i ocupats pels llogaters i 8 estaven cedits a títol gratuït; 54 tenien una cambra, 28 en tenien dues, 72 en tenien tres, 109 en tenien quatre i 161 en tenien cinc o més. 249 habitatges disposaven pel capbaix d'una plaça de pàrquing. A 203 habitatges hi havia un automòbil i a 132 n'hi havia dos o més.

### Piràmide de població
La piràmide de població per edats i sexe el 2009 era:
| Homes | Edats   | Dones |
| ----- | ------- | ----- |
| 0     | 95 o +  | 0     |
| 6     | 90 a 94 | 14    |
| 11    | 85 a 89 | 41    |
| 14    | 80 a 84 | 8     |
| 20    | 75 a 79 | 31    |
| 31    | 70 a 74 | 20    |
| 39    | 65 a 69 | 37    |
| 20    | 60 a 64 | 22    |
| 27    | 55 a 59 | 34    |
| 48    | 50 a 54 | 29    |
| 20    | 45 a 49 | 37    |
| 56    | 40 a 44 | 30    |
| 22    | 35 a 39 | 40    |
| 36    | 30 a 34 | 28    |
| 30    | 25 a 29 | 26    |
| 31    | 20 a 24 | 4     |
| 41    | 15 a 19 | 43    |
| 33    | 10 a 14 | 34    |
| 18    | 5 a 9   | 40    |
| 26    | 0 a 4   | 15    |

## Economia
El 2007 la població en edat de treballar era de 543 persones, 375 eren actives i 168 eren inactives. De les 375 persones actives 326 estaven ocupades (190 homes i 136 dones) i 49 estaven aturades (26 homes i 23 dones). De les 168 persones inactives 51 estaven jubilades, 44 estaven estudiant i 73 estaven classificades com a «altres inactius».

### Ingressos
El 2009 a Parçay-les-Pins hi havia 426 unitats fiscals que integraven 896,5 persones, la mediana anual d'ingressos fiscals per persona era de 13.207 €.

### Activitats econòmiques
Dels 39 establiments que hi havia el 2007, 1 era d'una empresa extractiva, 1 d'una empresa alimentària, 1 d'una empresa de fabricació de material elèctric, 1 d'una empresa de fabricació d'altres productes industrials, 11 d'empreses de construcció, 8 d'empreses de comerç i reparació d'automòbils, 2 d'empreses de transport, 2 d'empreses d'hostatgeria i restauració, 1 d'una empresa financera, 1 d'una empresa immobiliària, 5 d'empreses de serveis, 3 d'entitats de l'administració pública i 2 d'empreses classificades com a «altres activitats de serveis».
Dels 14 establiments de servei als particulars que hi havia el 2009, 1 era una oficina de correu, 1 una oficina bancària, 3 paletes, 1 guixaire pintor, 5 fusteries, 1 electricista, 1 perruqueria i 1 restaurant.
Dels 2 establiments comercials que hi havia el 2009, 1 era una botiga de menys de 120 m² i 1 una fleca.
L'any 2000 a Parçay-les-Pins hi havia 36 explotacions agrícoles que ocupaven un total de 1.581 hectàrees.

## Equipaments sanitaris i escolars
El 2009 hi havia una escola elemental.

## Poblacions més properes
El següent diagrama mostra les poblacions més properes.